# Bhajan Lal
Bhajan Lal (* 6. Oktober 1930 in Koranwali, Distrikt Bahawalpur, Punjab, Britisch-Indien; † 3. Juni 2011 in Hisar, Haryana) war ein indischer Politiker des Indischen Nationalkongresses (INC) sowie des Haryana Janhit Congress (HJC), der sowohl Mitglied der Lok Sabha, des Unterhauses des indischen Parlaments, als auch Mitglied der Rajya Sabha, des Oberhauses des Parlaments, war. Er war zwei Mal Chief Minister von Haryana sowie mehrmals Minister in Unionsregierungen.

## Leben

### Erste Amtszeit als Chief Minister, Rajya Sabha-Mitglied und Unionsminister
Bhajan Lal, Sohn von Choudhary Kheraj und Kundana Devi, gehörte zur Religionsgemeinschaft der Bishnoi und absolvierte das Government College in Bahawalnagar. 1968 wurde er erstmals für den Indischen Nationalkongress (INC) zum Mitglied der Legislativversammlung (Legislative Assembly) des Bundesstaates Haryana gewählt und gehörte dieser nach mehreren Wiederwahlen bis 1986 an. Er war zwischen 1970 und 1975 Landwirtschaftsminister in der ersten Regierung von Chief Minister Bansi Lal sowie von 1978 bis 1979 in der ersten Regierung von Chief Minister Devi Lal Minister für Zusammenarbeit, Molkereientwicklung, Tierhaltung, Arbeit und Beschäftigung und Wälder. Als Nachfolger von Devi Lal wurde er am 28. Juni 1979 selbst zum ersten Mal Chief Minister von Haryana und bekleidete dieses Amt bis zum 4. Juni 1986, woraufhin Bansi Lal seine Nachfolge antrat. Er war zugleich zwischen 1979 und 1986 als Leader of the Congress Legislature Party Mehrheitsführer der Kongresspartei in der Legislativversammlung.
Am 2. August 1986 wurde er zum ersten Mal Mitglied der Rajya Sabha, des Oberhauses des indischen Parlaments, und gehörte diesem bis zum 27. November 1989 an. Daraufhin übernahm er im Kabinett Rajiv Gandhi am 22. Oktober 1986 zunächst von Premierminister Rajiv Gandhi zunächst den Posten als Minister für Umwelt und Forstwirtschaft und hatte diesen bis zum 14. Februar 1988. Im Zuge dieser Kabinettsumbildung vom 14. Februar 1988 wurde er als Nachfolger von Gurdial Singh Dhillon Landwirtschaftsminister und bekleidete dieses Amt bis zum Ende von Rajiv Gandhis Amtszeit am 1. Dezember 1989. Als solcher war er zudem Mitglied der Planungskommission der Unionsregierung.

### Lok Sabha-Mitglied und zweite Amtszeit als Chief Minister
Bei der Wahl am 22. und 26. November 1989 wurde Bhajan Lal für den Indischen Nationalkongress zum ersten Mal zum Mitglied der Lok Sabha, des Unterhauses des Parlaments gewählt und gehörte dieser in der neunten Legislaturperiode bis zur Wahl am 20. Mai, sowie 12. und 15. Juni 1991 an. In dieser Zeit war er zwischen 1990 und 1991 Mitglied des Landwirtschaftsausschusses sowie zugleich Mitglied des Beratungsausschusses des Ministeriums für Umwelt und Forstwirtschaft.
Als Nachfolger von Om Prakash Chautala sowie einer darauf folgenden Präsidialregierung (President’s rule) wurde Bhajan Lal am 23. Juli 1991 zum zweiten Mal Chief Minister von Haryana und hatte dieses Amt bis zum 10. Mai 1996 inne, woraufhin erneut Bansi Lal sein Nachfolger wurde. Er war von 1991 bis 1998 ferner wieder Mitglied der Legislativversammlung von Haryana. Bei der Wahl am 16., 22., 23. und 28. Februar sowie am 7. März 1998 wurde Paswan erneut zum Mitglied der Lok Sabha gewählt und gehörte ihr bis zur Wahl zwischen dem 5. September und 4. Oktober 1999 an. In der zwölften Legislaturperiode war er daraufhin zwischen März 1998 und Oktober 1999 Mitglied des Eisenbahnausschusses sowie des Weiteren Mitglied des Beratungsausschusses des Landwirtschaftsministeriums. Anschließend war er von 2000 bis 2009 abermals Mitglied der Legislativversammlung von Haryana und fungierte in dieser Zeit zwischen 2000 und 2004 als Leader of Opposition auch als Oppositionsführer.
Bei der Wahl am 16., 22./23. und 30. April sowie am 7. und 13. Mai 2009 wurde Bhajan Lal für den Haryana Janhit Congress (HJC) im Wahlkreis Hisar letztmals zum Mitglied der Lok Sabha gewählt und gehörte dem Unterhaus bis zu seinem Tode am 3. Juni 2011 an. In dieser 15. Legislaturperiode war er zwischen dem 31. August 2009 und dem 3. Juni 2011 Mitglied des Ausschusses für Personal, öffentliche Beschwerden, Recht und Justiz. 
Aus seiner Ehe mit Jasma Devi gingen zwei Söhne und eine Tochter hervor. Sein Sohn Chander Mohan war von 1993 bis 2009 ebenfalls Mitglied der Legislativversammlung sowie zwischen 2005 und 2009 stellvertretender Chief Minister von Haryana war, während der zweite Sohn Kuldeep Bishnoi sowohl Mitglied der Legislativversammlung von Haryana als auch der Lok Sabha war.